# Benaja
Benaja (hebr. בניה) – moszaw położony w samorządzie regionu Brenner, w Dystrykcie Centralnym, w Izraelu.

## Historia
Moszaw został założony w 1949 przez imigrantów z Polski, Czechosłowacji, Rumunii i Węgier.

## Gospodarka
Gospodarka moszawu opiera się na intensywnym rolnictwie.